# New York Post
New York Post – amerykański tabloid wydawany codziennie w Nowym Jorku, od 1976 roku w posiadaniu milionera Ruperta Murdocha (część korporacji News Corp). Jedna z dziesięciu największych gazet codziennych w Stanach Zjednoczonych.

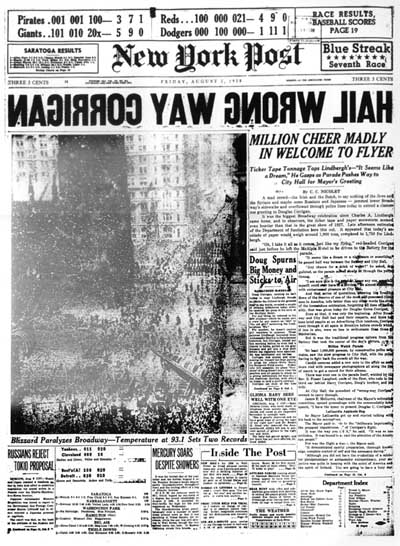
Okładka dziennika „New York Post” (1938)

Gazeta została założona w 1801 roku jako „New-York Evening Post” przez Aleksandra Hamiltona za pozyskane od inwestorów 10 000 USD.
W swojej historii redakcja prezentowała profil liberalny w ujęciu amerykańskim (lewicowym), jednak wraz z przejęciem gazety przez Ruperta Murdocha łamy gazety zapełniły się konserwatywną orientacją polityczną.